# Czas jak rzeka (EP)
Czas jak rzeka – minialbum muzyczny Czesława Niemena z 1964 roku nagrany z zespołem Niebiesko-Czarni.

## Lista utworów
Lista według Discogs:
| 1. | Czas jak rzeka (Time Flows By)                      |  |
|    |                                                     |  |
| 2. | Ach, jakie oczy (Wonderful Eyes)                    |  |
|    |                                                     |  |
| 3. | Nie bądź taki „Bitels” (Don't Be Like The "Beatles" |  |
|    |                                                     |  |
| 4. | Ptaki śpiewają „kocham” (Birds Sing "I Love You")   |  |
|    |                                                     |  |

## Twórcy
- Czesław Niemen – śpiew, harmonijka ustna
- Zbigniew Bernolak – gitara basowa
- Janusz Popławski – gitara
- Zbigniew Podgajny – fortepian, harmonijka ustna
- Wojciech Korda – gitara
- Włodzimierz Wander – saksofon tenorowy
- Andrzej Nebeski – bębny